# Karl Schnyder

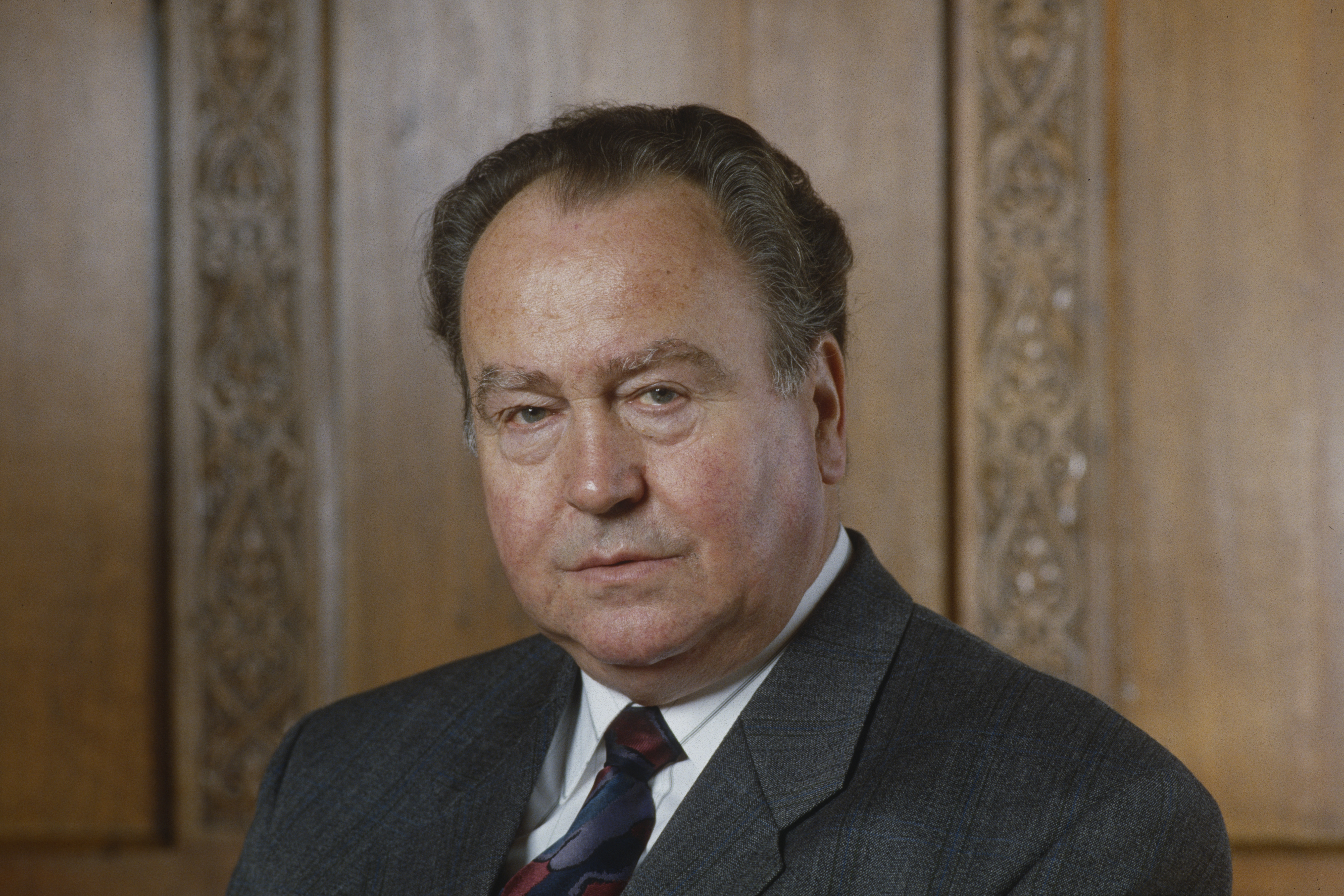
Karl Schnyder (1992)

Karl Schnyder (* 23. August 1931 in Glarus; † 29. April 2016; heimatberechtigt in Vorderthal und Basel) war ein Schweizer Politiker (SP, DSP).

## Leben und Wirken
Der Sohn eines Gärtners besuchte die Primarschule in Sool und die Sekundarschule in Schwanden. Ab 1950 arbeitete er als kaufmännischer Angestellter in der chemischen Industrie in Basel. Von 1955 bis 1963 war Schnyder Kassier der Sektion Basel des Verbands der Handels-, Transport- und Lebensmittelarbeitnehmer (VHTL) und Sekretär der SP-Jugend Schweiz. In den Jahren 1960 bis 1966 amtierte Schnyder als Ersatzrichter am Appellationsgericht. Von 1963 bis 1964 leitete er das Parteisekretariat der SP Basel-Stadt.
Von 1964 bis 1976 war Schnyder Sekretär des Schweizerischen Verbands des Personals öffentlicher Dienste (VPOD). Gleichzeitig gehörte er dem Grossen Rat des Kantons Basel-Stadt an. Dort präsidierte er von 1968 bis 1976 die Rechnungskommission. Von 1975 bis 1978 vertrat er die SP im Nationalrat. Von 1976 bis 1994 war Schnyder Regierungsrat des Kantons Basel-Stadt und leitete das Polizei- und Militärdepartement. Danach war er als Ombudsmann des Wirteverbands Basel-Stadt tätig. Im Regierungsrat folgte ihm 1994 Hans Martin Tschudi (DSP) nach.
Im Zusammenhang mit den Jugendunruhen der frühen 1980er Jahre zerstritt sich Schnyder mit der SP. Er vertrat 1980 harte Polizeieinsätze gegen Demonstranten und Randalierer, während sich die Partei mehrheitlich dagegen verwahrte. Nach Gerüchten um einen Parteiausschluss bildete sich in der SP eine «Aktionsgemeinschaft Sozialdemokraten und Gewerkschafter», die Schnyder unterstützte. 1982 gründete er mit Unterstützern die Demokratisch-Soziale Partei, deren Vorstand und Geschäftsleitung er bis 1996 angehörte.
Schnyder war ab 1955 mit Irma Martha Seiler, Tochter des Strassenbahners Alfred Seiler, verheiratet. Eine andere Tochter von Alfred Seiler war mit Carl Miville (SP) verheiratet. Dieser löste Schnyder 1978 im Nationalrat ab.